# Дудзяк, Мариан
Мариан Анджей Дудзяк (пол. Marian Andrzej Dudziak, р.2 февраля 1941) — польский учёный и легкоатлет, призёр Олимпийских игр и чемпионатов Европы.

## Научная карьера
Родился в 1941 году в Велихово. В 1964 году окончил Познанский политехнический институт, с 1968 года стал ассистентом, а с 1991 года возглавляет Кафедру основ конструирования механизмов. Автор более 300 публикаций в польских и зарубежных научных изданиях, автор и соавтор 8 монографий на польском языке и одной англоязычной монографии, обладатель 28 патентов.

## Спортивная карьера
В 1964 году стал серебряным призёром Олимпийских игр в Токио. В 1966 и 1971 годах завоёвывал серебряные медали чемпионата Европы, а в 1968 году стал серебряным призёром чемпионата Европы в помещении.